# Codonopsis alpina
Codonopsis alpina là loài thực vật có hoa trong họ Hoa chuông. Loài này được Nannf. mô tả khoa học đầu tiên năm 1931.